# Prosimulium rhodesianum
Prosimulium rhodesianum är en tvåvingeart som beskrevs av Crosskey 1968. Prosimulium rhodesianum ingår i släktet Prosimulium och familjen knott.
Artens utbredningsområde är Zimbabwe. Inga underarter finns listade i Catalogue of Life.